# Raionul Troițke, Luhansk
Troițke (în ucraineană Троїцький район, transliterat: Troiițkîi raion) este un raion în regiunea Luhansk, Ucraina. Reședința sa este așezarea de tip urban Troițke.

## Demografie
Componența lingvistică a raionului Troițke
     Ucraineană (62,76%)
     Rusă (36,89%)
     Alte limbi (0,11%)
Conform recensământului din 2001, majoritatea populației raionului Troițke era vorbitoare de ucraineană (62,76%), existând în minoritate și vorbitori de rusă (36,89%).